# 조은저축은행
조은저축은행은 대한민국의 상호저축은행이다.

## 연혁
- 1972.5 신민무진주식회사 설립
- 1972.12 신민상호신용금고로 사명 변경
- 1978.8 삼환그룹으로 대주주 변경
- 2002.3 신민상호저축은행으로 사명 변경
- 2010.3 신민저축은행으로 사명 변경
- 2013.11 SC Lowy 및 유일PE로 대주주 변경
- 2014.3 조은저축은행으로 사명 변경
- 2015.1 골든브릿지저축은행 흡수합병
- 2015.6 서울 강남구 논현동으로 사옥 이전
- 2018.4 SC Lowy, 유일PE 지분 전량 인수
- 2018.10 SC Lowy, 지분 100% 완전자회사